# Huta Gliwice
Huta Gliwice – huta znajdująca się niegdyś w Gliwicach, działająca od XIX wieku do roku 2000.

## Historia
Początki hutnictwa na terenie Gliwic mają swoje korzenie jeszcze przed rewolucją przemysłową XIX wieku i oparte były na funkcjonujących wcześniej kuźniach. Spis geograficzno-topograficzny miejscowości leżących w Prusach z 1835 roku, którego autorem jest J.E. Muller notuje kolonię Gliwic o nazwie Eisengiesserei bei Gliwitz podając także jej nazwę w języku polskim Gliwicka Huta.
W 1867 roku dwaj niemieccy przemysłowcy Salomon Huldschinsky i Albert Hahn (1824-1898) założyli wytwórnię rur, którą nazwali „Hahn und Huldschinsky". W 1889 roku zakład rozbudowano o stalownię wyposażoną w cztery piece martenowskie i walcownię uniwersalną oraz podjęto produkcję kół kolejowych i obręczy do zestawów kołowych. W późniejszym okresie zainstalowano prasę hydrauliczną i uruchomiono ciągarnię rur. W 1894 roku zakład przekształcono w spółkę akcyjną pod nazwą „Huldschinskysche Hüttenwerke AG". W 1904 huta stała się częścią koncernu „Oberschlesische Eisenbahn-Bedarfs AG". W 1908 wybudowano reprezentacyjny gmach dyrekcji przy obecnej  ul. ks. Herberta Hlubka. W czasie I wojny światowej zakład przestawiono na produkcję wojenną, głównie pocisków artyleryjskich i części do armat. Stan zatrudnienia huty wynosił wówczas 6500 robotników. W czasie II wojny światowej huta zatrudniała 20 tys. osób. Po roku 1945 huta nosiła nazwę "1 Maja" i specjalizowała się m.in. w produkcji zestawów kołowych dla kolejnictwa. Zakład zamknięto w 2000 r. 1 lipca 2015, w związku z zakończeniem postępowania upadłościowego, Huta Gliwice S.A. została wykreślona z Krajowego Rejestru Handlowego
Przez długi czas teren po hucie stał pusty. Na jej miejscu miało powstać centrum handlowe, jednak inwestor odstąpił od budowy. Zachowała się jedynie wieża wodna, wybudowana na początku XX wieku, kiedy huta wprowadziła zamknięty obieg wody oraz zabytkowy budynek dyrekcji huty.